# Крестьянский союз Латвии
«Крестья́нский сою́з Ла́твии» (латыш. Latvijas Zemnieku savienība, КСЛ) — правящая латвийская политическая партия центристского и аграрного толка. Считает себя преемницей возглавлявшегося Карлисом Улманисом «Латышского крестьянского союза» (1917—1934), в нынешнем виде существует с 1990 года. Лидер с апреля 2023 года — министр экономики Латвии Викторc Валайнис. Входит в блок «Союз зелёных и крестьян» (СЗК) с 2002 года.

## История
Наибольшая заслуга в восстановлении деятельности «Крестьянского союза Латвии» принадлежит Янису Кинна, который 26 июля 1989 года избран председателем Комитета по вопросам сельской жизни «Народного фронта Латвии» (НФЛ). Среди учредителей был Арвид Калейс (1915—1997).
16 февраля 1991 года на первом съезде председателем партии избран Айвар Беркис, Янис Кинна избран заместителем председателя.
По результатам парламентских выборов 1993 года по списку КСЛ избрано 12 депутатов 5-го Сейма Латвии. От партии откололся правый фланг, образовав «Латышский крестьянский союз» латыш. 2Latviešu Zemnieku Savienība.
В 1993 году представитель партии Гунтис Улманис избран президентом Латвии, Айвар Беркис — спикером Сейма Латвии. «Крестьянский союз Латвии» вступил в коалицию с партией «Латвийский путь» и Латвийской зелёной партией. В правительстве под руководством премьер-министра Валдиса Биркавса («Латвийский путь») «Крестьянский союз Латвии» получил посты министра земледелия (Янис Кинна), министра благосостояния (Янис Ритенис), министра охраны окружающей среды и регионального развития (Гирт Лукин, Ģirts Lūkins), министра государственной собственности (Эдмунд Крастиньш), министра леса (Казимир Шлякота).
В 1994 году на V съезде КСЛ председателем партии избран Андрис Розенталс (Andris Rozentāls), который сменил Айвара Беркиса.
По результатам выборов 1995 года по объединённому списку КСЛ — ХДС — ЛДП избрано 8 депутатов 6-го Сейма, из них только 3 — от КСЛ. В 1995—1997 годах в первом правительстве под руководством премьер-министра Андриса Шкеле работали министр земледелия Роберт Дилба (Roberts Dilba), позднее перешедший из Партии единства Латвии в КСЛ, министр культуры Ояр Спаритис, которого сменил Рихард Пикс.
На выборах 1998 года КСЛ не преодолел трёхпроцентный барьер и в 7-й Сейм не прошёл.
В 2000 году председателем партии избран Аугуст Бригманис.
По результатам выборов 2002 года в 8-й Сейм по списку СЗК избрано 12 депутатов. С тех пор КСЛ участвовал во всех правительствах страны до 2011 года. В правительство Эйнара Репше вошли министр благосостояния Дагния Стаке, министр среды Раймондc Вейонис, министр земледелия Мартиньш Розе. С 2002 по 2006 год представитель партии Ингрида Удре была спикером Сейма.
По результатам выборов 2006 года в 9-й Сейм по списку СЗК избрано 18 депутатов.
По результатам выборов 2010 года в 10-й Сейм по списку СЗК избрано 22 депутата.
По результатам выборов 2011 года в 11-й Сейм по списку СЗК избрано 13 депутатов.
В апреле 2019 года председателем партии избран Арманд Краузе. Он сменил Аугуста Бригманиса, возглавлявшего партию с 2000 года.
В апреле 2023 года председателем партии избран Викторс Валайнис. Он сменил Арманда Краузе.
«Союз зелёных и крестьян» вошёл в коалицию с «Новое единство» и «Прогрессивными». 15 сентября 2023 года Сейм Латвии утвердил правительство под руководством премьер-министра Эвики Силини («Новое единство»). «Союз зелёных и крестьян» получил в правительстве 4 мандата: министра экономики (Виктор Валайнис), министра земледелия (Арманд Краузе), министра благосостояния (Улдис Аугулис) и министра климата и энергетики (Каспар Мелнис).
20 сентября 2023 года заместитель председателя партии Дайга Миериня избрана председателем Сейма Латвии.